# 三城千咲
三城 千咲（みき ちさき、1989年11月26日 - ）は、日本のレースクイーン、女性モデル。
元スタイルコーポレーション所属で、現在はエイジアプロモーションに所属している。愛称は「ちぃちゃん」。

## 来歴
鹿児島県・奄美大島生まれの宮崎県育ち。2012年から大阪でモデル・イベントコンパニオンの活動を行い、2014年に上京しスタイルコーポレーションに所属。SUPER GT「LEXUS Team KeePer TOM'S “キーパーエンジェルズ”」を2014年と2015年の2年連続で務める。
2016年1月31日をもってスタイルコーポレーションを退所し、同年3月よりエイジアプロモーションに移籍。同年、SUPER GT「LEXUS TEAM SARD “KOBELCO GIRLS”」を務める。
2016年11月15日、活動三年目にして「レースクイーン・オブ・ザ・イヤー 15-16」を受賞。この賞を九州地方出身者が受賞するのは史上初のことであった。同年11月20日、TBS『サンデー・ジャポン』で初の地上波番組生出演を果たす。
2017年は引き続きKOBELCO GIRLSとしてRQ活動をする傍ら、第23回夏季デフリンピック競技大会の公式テーマ曲『HERO』を男性ボーカル&手話パフォーマンスグループ・HANDSIGNと共に歌唱・パフォーマンスする。
週刊ヤングジャンプの企画「ゲンセキ2017」で最高得票を集めて優勝。2017年9月7日発売号の表紙と巻頭グラビアを担当する。

## 人物
趣味は映画鑑賞、特技はピアノ、手話。妹が1人いる。
スタイル時代の同僚である武田しのぶと仲が良く、武田が所属していたJUICYのライブを観覧したこともある。

## 活動

### レースクイーン
| 年度   | カテゴリー | チーム名                                       | 相方                 |
| ------ | ---------- | ---------------------------------------------- | -------------------- |
| 2014年 | SUPER GT   | LEXUS Team KeePer TOM'S “キーパーエンジェルズ” | 高橋千咲姫           |
| 2015年 | SUPER GT   | LEXUS Team KeePer TOM'S “キーパーエンジェルズ” | 能勢ひとみ           |
| 2016年 | SUPER GT   | LEXUS TEAM SARD “KOBELCO GIRLS”                | 西村いちか           |
| 2017年 | SUPER GT   | LEXUS TEAM SARD “KOBELCO GIRLS”                | 西村いちか、比良祐里 |

### 東京オートサロン出演歴
| 年度   | 出演ブース         | 共演者                                 | 備考                           |
| ------ | ------------------ | -------------------------------------- | ------------------------------ |
| 2014年 | REAL               | 水澤まゆき                             | [ 14 ]                         |
| 2015年 | メルセデス・ベンツ | 吉江幸貴、大津リサ、岩田麻梨奈、新垣杏 |                                |
| 2016年 | TOM'S              | 能勢ひとみ                             | キーパーエンジェルズとして出演 |

### その他
- ライダーズスタンド「2りんかん」イメージガール（2015年） - 相方は采女華[16]
- THE SxPLAY「未完成キャンバス」（アルバム『Butterfly Effect』所収、2015年） - パラリンアート公式応援ソングの手話パフォーマーとして参加[17]
- 東京ガールズコレクション2016S/S モデル出演（2016年3月19日）[18]
- ハジ→「Dreamland。」MV出演（2016年）[19]
- NIPPON女性からだ会議2016 ゲスト出演（2016年11月6日・ホテルメトロポリタンエドモント）[20]
- 関西コレクション2017S/S モデル出演（2017年3月19日）[21]
- 映画「一人の息子」（監督：谷健二、2018年7月公開） - 篠原綾 役[22]